# Solange Knowles
Solange Piaget Knowles, född 24 juni 1986 i Houston i Texas, är en amerikansk skådespelerska, sångerska och låtskrivare.
Knowles första album, Solo Star, släpptes den 21 januari 2003. Hennes andra album Sol-Angel and the Hadley St. Dreams släpptes 2008. Hon har medverkat i filmen Bring It On: All or Nothing (2006) och Johnson Family Vacation. 
Solange Knowles är syster till Beyoncé Knowles. Systrarna designar kläder tillsammans med sin mor Tina. Deras märke heter House of Deréon och har en butik med samma namn i Chicago.
Hon har en son född 2004 från äktenskapet med Daniel Smith.

## Diskografi (urval)
Studioalbum
- 2002 – Solo Star
- 2008 – Sol-Angel and the Hadley St. Dreams
- 2016 – A Seat at the Table
- 2019 – When I Get Home

EP
- 2012 – True

Singlar (topp 10 på Billboard Hot Dance Club Songs)
- 2008 – "I Decided" (#1)
- 2008 – "Sandcastle Disco" (#1)
- 2009 – "T.O.N.Y." (#1)
- 2009 – "Would've Been the One" (#3)
- 2010 – "Fuck the Industry" (#6)
- 2010 – "I Told You So" (#5)

## Film och TV
Film
- Johnson Family Vacation (2004)
- Bring It On: All or Nothing (2006)

TV
- Intimate Portrait (2001)
- The Proud Family (2002)
- Taina (2002)
- Taff (2002)
- Soul Train (2003)
- The 30th Annual American Music Awards (2003)
- The Today Show (2003)
- The Brothers García (2003)
- One On One (2004)
- Listen Up! (2005)
- Ghost Whisperer (2008)
- Lincoln Heights (2008)
- Yo Gabba Gabba! (2010)